# Josephine Hopper
Josephine Nivison Hopper (ur. 18 marca 1883 w Nowym Jorku, zm. 6 marca 1968 tamże) – amerykańska malarka.

## Życiorys
Urodzona 18 marca 1883 r. w Nowym Jorku. Jej ojciec był utalentowanym, ale niespełnionym zawodowo muzykiem. Jej matka dawała dorastającej córce pełną swobodę spędzania czasu. W wieku 17 lat zaczęła uczęszczać do Normal College of New York (późniejsze Hunter College), której celem było przygotowanie młodych kobiet do pracy nauczycielskiej. Podczas edukacji, uczyła się łaciny, francuskiego i literatury angielskiej. W tym okresie rysowała, a jej prace publikowane były w szkolnej gazecie i roczniku szkoły. Po ukończeniu szkoły kontynuowała edukację na New York School of Art, gdzie szybko zainteresowała się malarstwem i sztuką nowoczesną. Podczas studiów odbyła podróże do Paryża i Italii, a po powrocie do Nowego Jorku studiowała w Art Students League.
Przez kolejnych kilkanaście lat uczyła w różnych szkołach podstawowych, a prywatnie malowała, utrzymując kontakt z awangardą z Greenwich Village. W 1914 r. po raz pierwszy jej prace wystawiono w ramach ekspozycji zbiorowej, m.in. z pracami takich artystów jak Man Ray, William Zorach, Stuart Davis i Charles Demuth. Oprócz malarstwa, interesowała się również tańcem współczesnym i teatrem, w związku z czym grała małe role z zespołem Washington Square Players. W 1920 r. przeprowadziła się do skromnego studia i natychmiast zorganizowała tam wystawę swoich prac. Dwa lata później wystawiła swoje akwarele w New Gallery w ramach wystawy zbiorowej, na której wystawiono prace artystów takich jak Amedeo Modigliani, Pablo Picasso, Magritte Zorach i William Zorach.
Latem 1923 r. poznała ilustratora Edwarda Hoppera w kolonii artystycznej w Gloucester (Massachusetts), zaprzyjaźniła się z nim i odtąd pracowali razem. Od niej Hopper zapożyczył nową dla siebie technikę, jaką było malarstwo akwarelowe, ale także tematykę prac. Jesienią tego samego roku została zaproszona do Brooklyn Museum, by wystawić 6 akwarel na wystawie sztuki amerykańskiej i europejskiej. W trakcie przygotowań do wystawy zasugerowała dodanie do niej prac Hoppera i muzeum dołączyło do wystawy również 6 akwarel jego autorstwa, a także kupiło jedną z prac – przez poprzednie 10 lat Hoppper nie sprzedał swojego obrazu ani razu. W następnym roku oboje pojechali do Gloucester i tam wzięli ślub. Jeszcze w tym samym 1924 r. 3 jej akwarele zostały włączone do wystawy sztuki amerykańskiej w Paryżu.
Małżeństwo od początku nie układało się dobrze, gdyż Josephine zachowała swoje studio, podczas gdy jej mąż oczekiwał, że będzie ona wyłącznie gospodynią domową, chociaż ona nie lubiła prac domowych. Ponadto ich życie seksualne obejmowało gwałty małżeńskie, gdyż jej mąż skupiał się wyłącznie na własnych potrzebach w tym zakresie. Małżeństwo pozostało bezdzietne. Josephine szybko zaczęła rejestrować pracę męża, w tym kolejne dzieła, prowadzić rejestr sprzedanych prac, a także prowadziła jego korespondencję. Została także modelką męża. Josephine kontynuowała wystawianie własnych prac pod panieńskim nazwiskiem, ale rok po ślubie zrezygnowała z własnego studia i odtąd jej prace były składowane w piwnicy. W 1926 r. wystawiła swoje prace w Whitney po raz pierwszy pod nazwiskiem Josephine Hopper. Rok później ponownie wystawiła tam 7 swoich akwarel poświęconych kinu. Wkrótce potem temat ten przejął jednak jej mąż.
Już trzy lata po ślubie jej kariera została przyćmiona przez karierę męża. Mierzyła się także z kolejnymi ograniczeniami narzucanymi przez Hoppera, np. nie mogła pożyczać jego farb, ani nawet przekraczać w studiu wyrysowanej przez niego linii, a także pokazywać jego gościom swoich prac. Jednocześnie rósł wkład Josephine Hopper w  pracę męża, gdyż proponowała mu nowe tematy, prowadziła rosnącą korespondencję i przygotowywała aranżacje jego wystaw, a także zajmowała się nim podczas jego epizodów depresyjnych, np. zaczynała tworzyć nowy obraz póki on nie przejmował od niej pędzla. 

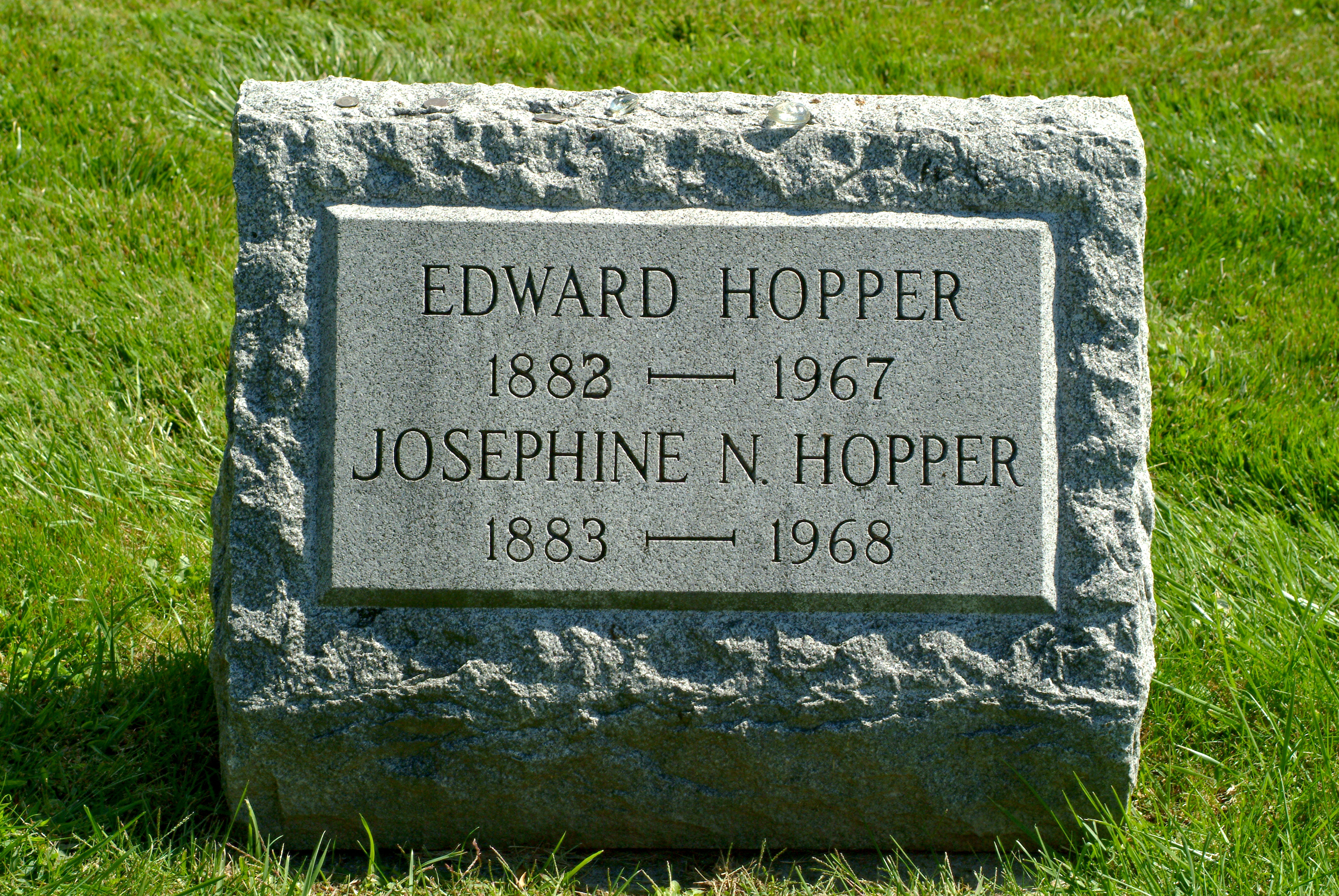
Nagrobek Josephine i Edwarda Hopperów

Pomimo tego małżeństwo nadal nie było udane, jej mąż w połowie lat 1930. zaczął kwestionować Josephine jako artystkę i zaczął ją upokarzać. Było to związane m.in. z narastającymi problemami twórczymi i epizodami depresyjnymi. W miarę narastania frustracji jej mąż stawał się bardziej agresywny, bardziej skłonny do szyderstwa i deprecjacji jej twórczości i umiejętności, a także do przemocy domowej. Mimo to Josephine nadal motywowała go do dalszej pracy. Kiedy jej mąż zasiadał w jury, nigdy nie wspierał jej ani nie rekomendował, a nawet ją dezawuował. Również w trakcie spotkań z właścicielami galerii czy kolekcjonerami nigdy nie przedstawiał jej inaczej niż jako tylko swoją żonę. 
Dopiero w 1958 r. Josephine ponownie otrzymała możliwość wystawienia swojej pracy, gdy Herman Gulack wybrał 10 jej prac do wystawy w Greenwich Gallery. Jednocześnie Hopper był zazdrosny o każdy przejaw zainteresowania twórczością żony.
Zmarła 6 marca 1968 r. w Nowym Jorku, przeżywszy męża o 10 miesięcy.
Zbiory swoich prac podarowała galerii Whitney, która zajmowała się także pracami jej męża. Galeria, podobnie jak jej mąż, nisko oceniała jej twórczość, w efekcie czego 96 jej obrazów rozdała jako prezenty dla nowojorskich szpitali, zaś część przypisała jej mężowi.